# 西門慶
西門慶，字四泉，中國古典小說《水滸傳》及《金瓶梅》中人物。

## 小说描述
西門慶此角應該是先見於《水滸傳》，然後兰陵笑笑生以他為主角寫成《金瓶梅》。兩書描寫的西門慶，性格和出身基本上一致：為風流富家子弟，也是好色之徒，勾引了潘金蓮，害死了武大郎。不過，《水滸傳》中的西門慶是被患有侏儒症武大郎的弟弟武松打死的，《金瓶梅》中的西門慶則是縱慾過度性猝死。

## 人物评价
文学评论家夏志清说：“对西门庆油尽灯枯的骇人叙述，……实际上给人的印象是： 他被一个无情无义而永远不知满足的女性色情狂谋杀了……潘金莲因其以胜利者的姿态在一个垂死者的身上抽取最后几下快乐而毫不顾及西门庆其人，暴露出自己是一个极端堕落的可诅咒的人物。”
人們認為他的原型是嚴世蕃。

## 影視作品
在與西門慶有關的作品，不少演员均扮演过西門慶。香港男演員單立文1990年代因多次飾演西門慶，被稱爲『西門慶專業戶』。
- 1964年，香港電影《潘金蓮》由白雲飾演。
- 1972年，香港邵氏電影公司《快活林》由劉家榮飾演。
- 1974年，香港邵氏電影公司《金瓶雙豔》由楊群飾演。
- 1980年，中国大陆电视剧山东版《水浒》由于治民饰演。
- 1982年，香港邵氏電影公司《武松》由劉永飾演。
- 1990年，香港電影《潘金蓮之前世今生》由單立文飾演。
- 1991年，香港電影《金瓶風月》由單立文飾演。
- 1993年，香港電影《水滸笑傳》由許冠英飾演。
- 1994年，香港電影《少女潘金蓮》由單立文飾演。
- 1994年，香港电视剧《恨锁金瓶》由單立文飾演。
- 1996年，台湾电视剧杨思敏版《新金瓶梅》由單立文飾演。
- 1998年，中国大陆视剧央视版《水浒传》由李强饰演。
- 2008年、2009年，電影《金瓶梅》、《金瓶梅2：愛的奴隸》由林偉健飾演。
- 2011年，新版《水滸傳》由杜淳饰演。
- 2013年，新版《武松》由張翰饰演。
- 2021年，中国大陆愛奇藝網絡電視劇《武松血戰獅子樓》由劉譽坤饰演。